# لودفيكو دولشي
لودفيكو دولشي، (1508 - 1566)، كان كاتب يكتب في عدة مجالات، وهو ناقد إيطالي عاش في القرن السادس عشر.

## السيرة
ولد في أسرة محافظة في البندقية وعند وفاة والده فانتينو كان يبلغ الثانية من عمره، وأصبحت الحياة الأسرية غير مستقرة مع بقية إخوته دانيال وأوغسطين وأنجيلو.
كان لودفيكو دولشي يعمل بنشاط ويقوم بنشر الكتب التي يقوم بتحريرها وذلك من أجل توفير لقمة العيش لإخوته. قام بنشر 1555 طبعة لدانتي.
كتب لودفيكو دولشي العديد من القصص المأساوية ومن بينها: جيوكاستا وديدون وتياستي وماديا وإيفيجينيا وهكوبا وماريانا، وكتب في الكوميديا قصة ماريتو.
تزوج من كوميدية وتدعى بولونيا، (والتي اعتمدت على كتاباته من باب الصدفة في انجاز عروضها)، لهما ابنان اثنان بنت وطفل يلقب بمارسالو.